# 'If Only' Jim
'If Only' Jim é um filme mudo dos Estados Unidos de 1921, do gênero faroeste, estrelado por Harry Carey. O filme é baseado na história Bruvver Jim's Baby (1904), de Philip Verrill Mighel's. O estado de conservação é classificado como desconhecido, que sugere ser um filme perdido.

## Elenco
- Harry Carey … Jim Golden
- Carol Holloway … Miss Dot Dennihan
- Ruth Royce … Miss Richards
- Duke R. Lee … Keno (como Duke Lee)
- Roy Coulson … Henry
- Charles Brinley … Parky
- George Bunny … Uncle Johnny
- Joseph Hazelton … Bill Bones
- Minnie Devereaux … Squaw (como Minnie Ha Ha)
- Thomas Smith … Kid